# Anna Ngoulou Seck
Pour les articles homonymes, voir Seck.
Anna Ngoulou Seck, née le 4 novembre 1984, est une sabreuse sénégalaise.

## Carrière
Elle est médaillée d'argent par équipe et médaillée de bronze individuelle aux Championnats d'Afrique d'escrime 2006 à Casablanca. Elle remporte la médaille d'argent en sabre par équipes aux Jeux africains de 2007 à Alger et aux Championnats d'Afrique d'escrime 2008 à Casablanca.